# Дитяча надія (організація)
Дитяча надія — це аполітична та нерелігійна неприбуткова організація що має на меті надання допомоги малозабезпеченим дітям в Україні. Об'єднання здійснює соціальну допомогу, в першу чергу через дитячий будинок сімейного типу «Новий дім» в українському місті Рені, де піклуються про дітей, яких експлуатували, били або покидали.

## Історія
Дитяча надія була заснована в 1996 році в комуні Соллентуна Агнетою Бергстрем. Девізом організації є: «Допомога дітям проживати гідне життя». Діяльність у перші роки складалася зі збору та відправки товарів, таких як одяг та продукти харчування до російських дитячих будинків, дитячих лікарень та організацій які допомагають безпритульним дітям в Росії. З 2001 року діяльність зосереджується в основному на Україні. Це включає гуманітарну допомогу дитячим будинкам в Одесі. У 2003 році Дитяча надія у співпраці з дитячою лікарнею «Житомир» заснували в «Дитячу лінію довіри», а в 2004 році — такі ж телефонні лінії для безпритульних дітей у Пісках та Києві . Дитяча Надія була одною з учасників кампанії Världens barn проведеної під егідою організації Radiohjälpen в 2004 році. Підтримка дитячого фонду «Нова надія» у туристичній індустрії дозволила відремонтувати дитбудинок «Дім друзів» у Пісках. Внески шведських спонсорів Дитячої надії у 2002 році були використані для підтримки дітей в Бобровицькому районі і для будинку для літніх людей в тому ж регіоні.

## Дитячий будинок сімейного типу «Новий дім»

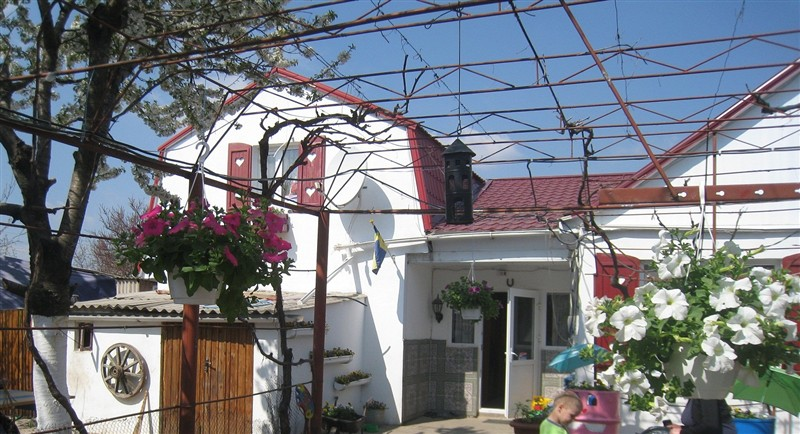
Дитячий будинок Новий Дім в Рені, Україна.

Дитяча надія в 2005 створила дитячий будинок сімейного типу «Новий дім» , для бідних дітей, які потребували невідкладної медичної допомоги. Сімейний будинок розташований у місті Рені в Одеській області, на межі Молдови та Румунії. Агнета Бергстрем завідує Новим домом з 2007 року і керує діяльністю разом з місцевими працівниками. У грудні 2013 року шістнадцять дітей постійно проживали в Новому Домі У 2015 сімейний будинок отримав статус реабілітаційного центру, що надало право опікуватися навіть дітьми — сиротами протягом усього дня. На додаток до опіки над дітьми в Новому Домі існує лінія допомоги Дитячої надії для екстрених ситуацій. Новий дім до того ж підтримує сім'ї з дітьми, які живуть у сильній бідності в Рені та в навколишніх селах через гуманітарну допомогу та дрова.

## Неприбуткова діяльність
Правління має штаб-квартиру в Соллентуні. Діяльність фінансується зі Швеції через добровільні пожертви, спонсорів та доходи від продажу пожертвуваних товарів у магазинах секонд хенду в Хеггвіку в Соллентуні. Кожен, хто працює в Дитячій надії у Швеції, як і Агнета Бергстрем, робить це добровільно і неприбутково.
У січні 1992 р. Агнета Бергстрем була номінована на «Людину року» Помірною партією у Соллентуні.